# Alan Bollard
Alan Esmond Bollard CNZM FRSNZ (sinh ngày 5 tháng 6 năm 1951) là một nhà kinh tế học người New Zealand. Ông hiện là chủ tịch của Ủy ban Cơ sở hạ tầng New Zealand. Trước đây, ông từng là Giám đốc điều hành của Diễn đàn Hợp tác Kinh tế Châu Á - Thái Bình Dương (APEC) trong giai đoạn 2013-2019, và là Thống đốc Ngân hàng Dự trữ New Zealand trong giai đoạn 2002-2012.

## Đầu đời
Bollard sinh ra ở Auckland vào ngày 5 tháng 6 năm 1951. Cha mẹ ông là Constance Mary (nhũ danh Esmond) và Ted Bollard. Ông theo học trường tiểu học Owairaka, trường trung học Wesley và trường ngữ pháp Mount Albert. Ông đậu bằng tiến sĩ kinh tế tại Đại học Auckland năm 1977, và đã được trao bằng Tiến sĩ Luật danh dự (LLD) vào năm 2007 bởi cùng một trường.

## Sự nghiệp
Bollard đứng đầu Viện Nghiên cứu Kinh tế New Zealand từ năm 1987–1994 và Ủy ban Thương mại từ năm 1994–1998. Sau đó, ông đã nhận chức bộ trưởng Ngân khố, từ năm 1998 đến năm 2002. Sau đó, ông từng là Thống đốc Ngân hàng Dự trữ New Zealand từ năm 2002-2012, và là Giám đốc điều hành của Ban Thư ký Diễn đàn Hợp tác Kinh tế Châu Á - Thái Bình Dương (APEC) trong giai đoạn 2013-2018.
Vào tháng 8 năm 2019, Bộ trưởng Cơ sở hạ tầng, Shane Jones đã thông báo bổ nhiệm Alan Bollard làm chủ tịch Ủy ban Cơ sở hạ tầng mới.
Ông đã biên tập và viết ba cuốn sách về chủ đề cải cách kinh tế ở New Zealand.

## Ghi nhận
Năm 1998, Bollard được bầu làm thành viên của Hiệp hội Hoàng gia Te Apārangi.

## Đời tư
Ông đã kết hôn với nhà đầu tư mạo hiểm Jenny Morel. Họ kết hôn vào năm 1977 và có hai con trai.

## Tác phẩm
- Design and evaluation of projects with variable labour response: case study of agricultural aid on Atiu (1977). PhD thesis. (Full text)